# Código de Ruta de la Unión
El Código de Ruta de la Unión fue un conjunto de normas criptográficas para garantizar la seguridad de las comunicaciones telegráficas de los ejércitos federales durante la Guerra de Secesión. En la práctica, se podía considerar un supuesto de supercifrado por cuanto el mismo constaba de dos fases, una primera de sustitución por la cual se empleaba un código, y una segunda fase de transposición que cifraba los elementos del código. En los mensajes que, finalmente, eran remitidos, se incluían, además, palabras nulas. En diversas variantes, sirvió durante toda la guerra.
Este sistema criptográfico puede considerarse tanto un código como una cifra pues tenía elementos de ambos. Fue elaborada por Anson Stager y empleada en exclusiva por el Telégrafo Militar de Estados Unidos.

## Principios del sistema
El Código de Ruta se basaba en una primera parte donde se sustituían los nombres más comunes o más importantes del mensaje por palabras convenidas para ocultar su significado. Por ejemplo, en una de sus variantes, la palabra ADAM del mensaje quería decir el presidente Lincoln. En lo tocante a estos supuestos del código, en todas las variantes del mismo, se crearon diversas variantes en atención a los diversos teatros de la guerra, por ejemplo, los ejércitos que luchaban a orillas del Misisipi no necesitaban hablar del río Potomac. Esto permitía que algunos términos se pudieran emplear, con significados distintos, en las distintas redes sin necesidad de cambiar completamente el libro de códigos. Además de estos términos, frases habituales, o expresiones complejas, eran reducidas a palabras del código. Una vez realizada esta sustitución, se procedía a la transposición. No obstante, hacia el final de la guerra, la confianza en la parte del código aumentó o se consideró una pérdida de tiempo recurrir a esta segunda fase y se remitía el mensaje precedido por la palabra DISCARDED (algo que se recomendaba cuando el mensaje consistía, exclusivamente, de palabras del código).
A lo largo de la guerra, con las distintas variantes de la misma, el número de palabras de código fue aumentando progresivamente, oscilando entre unas 400 entradas y 1500 entradas.

### Fase de transposición
La fase de transposición comenzaba con la selección de la tabla que se iba a emplear para cifrar el mensaje en atención a la longitud del mismo. Una medida de precaución, tanto contra los errores de transcripción como contra la posibilidad de que un tercero ajeno interceptara el mensaje, era que los mensajes de más de 100 palabras de largo eran divididos para su cifrado. Las distintas partes del mensaje eran enviadas utilizando claves diferentes.
A diferencia de otros métodos de transposición empleados a lo largo de la historia, este código de ruta de la Unión, desordenaba las palabras y no las letras, por lo que el elemento clave eran las palabras de que constara el mensaje.
Cada una de las palabras que se empleaban como claves (y que se transmitían al comienzo del mensaje) suponía un tamaño de tabla determinado y una ruta determinada, habiendo distintas rutas posibles con cada tabla. Estas palabras eran denominadas COMMENCEMENT WORD (literalmente, palabra de inicio) o BLIND WORD (literalmente, palabra ciega). En caso de que no se rellenara completamente una tabla (algo que, por ejemplo, ocurriría cada vez que el número de palabras del mensaje fuera primo) se rellenaban las celdas vacías de la misma con palabras nulas. Al parecer, los operadores del sistema empleaban expresiones humorísticas o frases relativas al conflicto para estas palabras nulas. Estas tablas tenían un tamaño máximo de 10 x 10 con lo que el número máximo de palabras por tabla era de 100.
A continuación se incluye un ejemplo del funcionamiento de esta parte empleando la primera frase del Quijote como texto a cifrar, que consta de 32 palabras y el poema Poderoso caballero es don Dinero de Quevedo para las palabras de control.
| Yo     |           | Dinero    |           |       | Poderoso | Es     |          |
| En     | un        | lugar     | de        | La    | Mancha   | de     | cuyo     |
| nombre | no        | quiero    | acordarme | no    | ha       | mucho  | que      |
| vivía  | un        | hidalgo   | de        | los   | de       | adarga | antigua  |
| lanza  | en        | astillero | rocín     | flaco | y        | galgo  | corredor |
|        | Caballero |           | al        | Don   |          |        | Madre    |

En la ruta que hemos escogido, marcada con la palabra TELEGRAMA, se lee el mismo comenzando por la 6ª columna, de abajo arriba y, en orden alterno arriba abajo y abajo arriba, la 2ª, la 7ª, la 5ª, la 3ª, la 8ª, la 1ª y la 4ª. Al finalizar cada una de estas columnas, se introduce la PALABRA DE CONTROL (CHECK WORD, en el original en lengua inglesa) que está marcada con letra negrita en la tabla anterior.
En el mensaje a remitir por telégrafo se transmitiría el siguiente texto: TELEGRAMA Y DE HA MANCHA PODEROSO UN NO UN EN CABALLERO GALGO ADARGA MUCHO ES DE LA NO LOS FLACO DON ASTILLERO HIDALGO QUIERO LUGAR DINERO CUYO QUE ANTIGUA CORREDOR MADRE LANZA VIVÍA NOMBRE EN YO, DE ACORDARME DE ROCÍN AL.
Para descifrar el mensaje, se procedería a la inversa. El operador de código sabría que la palabra de comienzo TELEGRAMA supondría un cuadro de ocho columnas y cuatro filas y conocería el orden de las columnas y su sentido. Las palabras de control le permitirían notar que no estaba cometiendo errores en la transcripción.

#### Ventajas de la codificación por palabras
Al ser codificado por palabras, tenía la ventaja de que era mucho más fácil de transmitir por el telégrafo toda vez que a los telegrafistas les resultaba más sencillo transmitir palabras que series de números o series de letras sin sentido. Además, en caso de error ortográfico podía ser corregido sin comprometer la seguridad del sistema. Conforme progresó la guerra y los telegrafistas adquirieron confianza, comenzaron a recurrir a abreviaturas y a jerga para acelerar la transmisión sin perjudicar la seguridad y la claridad de los mensajes.

## Páginas de los libros de código
Las páginas de los libros de código (que no tenían por qué ser parte de un libro) seguían un esquema parecido con tres columnas. En la primera columna se indicaban las COMMENCEMENT WORDS o BLIND WORDS, que permitían delimitar la clave concreta de transposición. En la segunda columna se indicaban las CHECK WORDS o palabras de control que permitían comprobar si se iba cifrando y descifrando correctamente. En la tercera columna se indicaban las ARBITRARY WORDS (palabras arbitrarias, en lengua inglesa) que eran palabras de código con su correspondiente significado. En las sucesivas versiones de estos libros de código, el número de entradas para estas ARBITRARY WORDS fue pasando de las 400 hasta las 1500 posibilidades.

## Medidas de seguridad externas
El sistema, desde un punto de vista criptográfico, no era tan seguro como otros por lo que se adoptaron diversas medidas para aumentar su seguridad.
La primera medida fue que, exclusivamente, el sistema criptográfico estaba en manos de los operadores del Telégrafo Militar de Estados Unidos, no en manos de los responsables políticos o militares. La contrapartida fue que los operadores telegráficos fueron militarizados (el propio Anson Stager fue hecho coronel).
La segunda medida fue que, en muchas de las variantes, se indicaba, exclusivamente, la palabra de inicio (COMMENCEMENT WORD) mientras que la ruta que representaba se confiaba a la memoria del operador y no se ponía por escrito. En algunas de las primeras variantes del Código, la palabra de inicio indicaba el número de líneas del mensaje, lo que es menos práctico que indicar el número de columnas. De esta forma, incluso en caso de que el libro de código fuera comprometido, se mantenía la seguridad del sistema.
En aquellos casos en los que se escribían las rutas a emplear lo hacían siguiendo un formato como el que aparece en la tabla siguiente donde las dos líneas centrales están, simplemente, para confundir a los ojos no expertos en el sistema, puede comprobarse que están llenas con números mayores de diez que no podrían se aplicados. El hecho de que los números de las columnas aparezcan en las casillas superiores o inferiores indica que deben leerse las columnas comenzando por arriba o por abajo.
| 7  |    |    | 3  |    |    | 10 | 6  |    | 2  |
|    | 11 |    | 15 |    | 13 | 18 |    |    | 16 |
| 19 |    | 12 |    | 14 |    |    | 17 | 20 |    |
|    | 9  | 1  |    | 4  | 8  |    |    | 5  |    |

## Variantes del sistema
A lo largo de la guerra, se emplearon diversas variantes que fueron numeradas 6, 7, 9, 10, 12, 1, 2, 3, 4 y 5 (aunque esta última no llegó a entrar a tiempo, por la conclusión de la guerra). Nunca hubo versiones con los números 11 u 8. Las cifras números 6 y 7 fueron empleadas a partir de 1861, principalmente en el teatro de operaciones del oeste.
Las diferencias entre las distintas versiones del sistema general respondían tanto a la existencia de distintos libros de código como a distintas series de rutas: esto hacía que la palabra ASIA pudiera significar PRESIDENTE LINCOLN, GENERAL HALLECK o GENERAL MCCLELLAN, dependiendo de la versión. Por el contrario, las series de rutas podían suponer tanto simplemente que las rutas a seguir fueran distintas, como que el tamaño de la tabla fuera distinto o que el principio fuera ligeramente diferente.
En las variantes 9, 10 o 12, se prevén rutas considerablemente más complicadas que, simplemente, una transposición columnar, empleándose las diagonales o numerándose cada una de las posiciones de la tabla. Incluso con posiciones que debían ser dejadas en blanco.

## Debilidades del sistema
La principal debilidad del sistema, y objeto de las críticas de Friedman era que el sistema carecía de sofisticación y que, al ser codificado por palabras, tenía muchas menos claves posibles que en el caso de ser codificado por letras. Ciertamente, este sistema no habría funcionado en caso de ser transmitido por radio, pero para interceptar un mensaje telegráfico había que interceptar el hilo telegráfico o hacerse con el mensaje en destino por lo que se podía alcanzar una cierta seguridad por oscuridad. De todos modos, el sistema funcionó durante toda la guerra.